# PDP-10
De PDP-10 is een mainframecomputer van Digital Equipment Corporation die werd geproduceerd tussen 1966 en 1983. PDP staat voor Programmable Data Processor. Het systeem werd ook bekend onder de naam DECsystem-10.
Binnen de serie zijn er vier verschillende centrale onderdelen, de KA10, KI10, KL10 en de KS10. De PDP-10 werkte onder meer op de besturingssystemen TOPS-10, ITS, TENEX en TOPS-20.
PDP-10-computers waren vooral populair in de academische wereld omdat ze, in tegenstelling tot de gangbare IBM- of CDC-machines, in de eerste plaats bedoeld waren voor interactieve werking in plaats van batchverwerking. Verder ontwikkelde systemen hadden 150 of meer aangesloten terminals die tegelijkertijd actief konden zijn in timesharing-modus.
Onder TOPS-10 konden PDP-10-computers worden gecombineerd tot symmetrische multiprocessorsystemen van maximaal acht computers, wat een ononderbroken werking mogelijk maakte ondanks mogelijke hardwarestoringen.